# Assemblea dei rappresentanti del popolo (2014-2022)
L'Assemblea dei rappresentanti del popolo (in arabo مجلس نواب الشعب‎?, Majlis Nuwwab ish-Sha'b; in lingua francese: Assemblée des representants du peuple, ARP) è stata l'organo legislativo monocamerale della repubblica di Tunisia dal 2014 al 2022. L'assemblea ha preso il posto dell'Assemblea costituente tunisina del 2011 ed è stata eletta, nella sua prima legislatura, il 26 ottobre 2014. Essa era costituita da 217 seggi.
Prima della rivoluzione dei Gelsomini del 2011, il parlamento della Tunisia era bicamerale e consisteva di una camera alta chiamata Camera di consiglieri e una camera bassa chiamata Camera dei deputati.
Ha ufficialmente cessato le proprie funzioni come organo monocamerale a partire dal 30 marzo 2022, in quanto il Parlamento è stato sciolto dal Presidente della Repubblica Kaïs Saïed, dopo essere stato già precedentemente sospeso per decreto nel luglio 2021. De iure invece, l’organo ha terminato le proprie funzioni con l’approvazione della nuova Costituzione del 2022, tramite un referendum.

## Cronistoria

### Elezioni del 2014 e del 2019
Dalla piena entrata in carica costituzionale dell’assemblea, essa ha visto due rinnovi: uno nel 2014, ed uno nel 2019. Quest’ultime, tuttavia, furono le ultime dell’assemblea.

### Sospensione del 2021
Il 25 luglio 2021, alla luce di violente manifestazioni contro il governo da parte della popolazione, che chiedeva il miglioramento dei servizi di base, anche a fronte di un’impetuosa diffusione dell’epidemia di COVID-19, il Presidente della Repubblica, Kaïs Saïed, ha sospeso il parlamento per trenta giorni, ordinandone ai militari la chiusura, e revocato l'immunità dei membri.
Il 24 agosto 2021, Saïed ha esteso ulteriormente la sospensione del parlamento, nonostante il fatto che la Costituzione affermasse che il Parlamento poteva essere sospeso solo per un mese, sollevando dunque forti preoccupazioni, in alcuni ambienti, sul futuro della democrazia nel paese. Al tempo, infatti, non esisteva una “corte costituzionale” in Tunisia che offrisse giurisdizione nell’interpretazione della costituzione.
Il 22 settembre, Saïed ha firmato un ulteriore provvedimento che gli avrebbe permesso di governare per decreto e ignorare parti della costituzione.
Infine, il 13 dicembre 2021, Saïed ha nuovamente esteso la sospensione del parlamento fino a quando non si sarebbero svolte nuove elezioni il 17 dicembre 2022, annunciando una consultazione pubblica a livello nazionale che si sarebbe svolta dal 1º gennaio al 20 marzo 2022 per raccogliere suggerimenti al fine di attuare eventuali riforme costituzionali e di altro tipo. Una volta finito questo processo, il Presidente avrebbe nominato una commissione di esperti per redigere una nuova costituzione, pronta entro giugno. Nello stesso periodo, ha annunciato il referendum sulla Costituzione e la preparazione un nuovo sistema elettorale.

### Scioglimento del marzo 2022
Il 30 marzo 2022 il presidente Kaïs Saïed ha ordinato il definitivo scioglimento formale dell'Assemblea, al fine di "preservare lo Stato e le sue istituzioni". Alcune ore prima, i parlamentari hanno tenuto una sessione plenaria online e hanno votato attraverso un disegno di legge contro le "misure eccezionali" imposte da quest’ultimo, che egli ha prontamente dichiarato “illegittime”.

### Nuova costituzione, referendum ed elezioni del 2022
In seguito allo scioglimento, il Presidente Saïed si è mosso per attuare il suo processo di riforma costituzionale. Dopo aver fatto redigere, da una commissione di esperti a lui vicini, un nuovo progetto di Costituzione, approvato dai votanti (seppur con un’affluenza molto bassa ed una forte opposizione) con un referendum nel luglio del 2022, ha presto emanato una nuova legge elettorale, molto simile a quella francese, basata su un sistema maggioritario a doppio turno, ma con la peculiarità di permettere solo candidature indipendenti. Le elezioni si sono quindi svolte il 17 dicembre 2022 (I turno) ed il 29 gennaio 2023 (II turno).